# Tomáš Koubek
Tomáš Koubek (ur. 26 sierpnia 1992 w Hradcu Králové) – czeski piłkarz grający na pozycji bramkarza. Od 2017 jest piłkarzem klubu Stade Rennais.

## Kariera klubowa
Swoją karierę piłkarską Koubek rozpoczął w klubie FC Hradec Králové. W 2010 roku awansował do kadry pierwszego zespołu. 30 kwietnia 2011 zadebiutował w jego barwach w pierwszej lidze czeskiej w wygranym 2:1 wyjazdowym meczu z FK Mladá Boleslav. W sezonie 2012/2013, w którym stał się pierwszym bramkarzem, zajął z Hradcem Králové ostatnie 16. miejsce w lidze i spadł z nim do drugiej ligi. W sezonie 2013/2014 wywalczył z Hradcem Králové wicemistrzostwo drugiej ligi i powrócił do pierwszej ligi. W Hradcu Králové grał do końca sezonu 2014/2015.
Latem 2015 Koubek przeszedł do Sparty Praga, ale na sezon 2015/2016 został wypożyczony do Slovana Liberec. Swój debiut w nim zaliczył 26 lipca 2015 w wygranym 4:2 domowym meczu z FK Mladá Boleslav.
W 2016 roku Koubek wrócił do Sparty, w której zadebiutował 7 sierpnia 2016 w zremisowanym 0:0 wyjazdowym meczu z FK Teplice.
28 sierpnia 2017 roku podpisał 4–letni kontrakt z pierwszoligowym Stade Rennais.
| Sezon   | Klub                  | Kraj    | Rozgrywki | Mecze | Gole | Rozgrywki Europy | Mecze | Gole |
| ------- | --------------------- | ------- | --------- | ----- | ---- | ---------------- | ----- | ---- |
| 2010/11 | FC Hradec Králové     | Czechy  | I liga    | 2     | 0    | -                | -     | -    |
| 2011/12 | FC Hradec Králové     | Czechy  | I liga    | 13    | 0    | -                | -     | -    |
| 2012/13 | FC Hradec Králové     | Czechy  | I liga    | 20    | 0    | -                | -     | -    |
| 2013/14 | FC Hradec Králové     | Czechy  | II liga   | 13    | 0    | -                | -     | -    |
| 2014/15 | FC Hradec Králové     | Czechy  | I liga    | 26    | 0    | -                | -     | -    |
| 2015/16 | Slovan Liberec (wyp.) | Czechy  | I liga    | 25    | 0    | Liga Europy UEFA | 10    | 0    |
| 2016/17 | Sparta Praga          | Czechy  | I liga    | 23    | 0    | Liga Europy UEFA | 10    | 0    |
| 2017/18 | Sparta Praga          | Czechy  | I liga    | 4     | 0    | Liga Europy UEFA | 0     | 0    |
| 2017/18 | Stade Rennais FC      | Francja | Ligue 1   | 0     | 0    | -                | -     | -    |

Stan na: 10 lipca 2017 r.

## Kariera reprezentacyjna
W swojej karierze Koubek grał w młodzieżowych reprezentacjach Czech. W dorosłej reprezentacji Czech zadebiutował 24 marca 2016 roku w przegranym 0:1 towarzyskim meczu ze Szkocją, rozegranym w Pradze.